# Gnadochaeta neomexicana
Gnadochaeta neomexicana är en tvåvingeart som först beskrevs av Townsend 1915.  Gnadochaeta neomexicana ingår i släktet Gnadochaeta och familjen parasitflugor. Inga underarter finns listade i Catalogue of Life.